# Shōwa (Gunma)
Shōwa (jap. 昭和村 Shōwa-mura) – wieś w Japonii, na wyspie Honsiu, w prefekturze Gunma. Według danych na rok 2020 miejscowość zamieszkiwało 6 953 mieszkańców , a gęstość zaludnienia wyniosła 108,4 os./km².